# Giuseppe Rillosi
Giuseppe Rillosi (Bergamo, 1811 – Bergamo, 26 gennaio 1884) è stato un pittore italiano ottocentesco formatosi presso l'Accademia Carrara di Bergamo alla scuola del noto ritrattista cremonese Giuseppe Diotti.

## Biografia
Originario di una famiglia della Val Seriana, formatosi alla Scuola di Pittura dell’Accademia Carrara, cui partecipò alle esposizioni annuali, Giuseppe Rillosi fu tra gli allievi prediletti di Giuseppe Diotti, al punto che l'artista cremonese regalò a lui il cartone della grande tela manifesto raffigurante Antigone condannata a morte da Creonte, oggi conservata presso l’Accademia Tadini.
Rillosi fu attivo come restauratore, attività appresa tramite la frequentazione dello studio milanese del pittore Giuseppe Molteni, noto ritrattista dell’aristocrazia milanese ed esperto restauratore e come mercante d’arte tra Bergamo e Milano, dove frequentò lo studio di Giuseppe Molteni e impegnato tra la fine degli anni Trenta e la prima metà degli anni Cinquanta nella pittura di soggetto storico e in quella di tema sacro, ma la sua affermazione e la sua notorietà sono legate soprattutto alla specializzazione nel ritratto, che eseguiva anche da cadavere, nel quale fu sicuramente influenzato dalle opere dell'artista contemporaneo Giovan Battista Moroni.
La sua opera più nota viene identificata nel Ritratto del defunto sig. Luzach, commissionato da Angelo Finardi, esponente di una nobile famiglia bergamasca e presentato alla mostra annuale dell’Accademia Carrara nel 1851, che rappresenta un avvocato austriaco che ricoprì dal 1836 al 1843 la carica di Presidente del Tribunale di Bergamo.
Il fratello Isaia (1816-1860), fu allo stesso modo ritrattista e allievo di Enrico Scuri, particolarmente attivo nel Bergamasco.
Dopo la sua morte, avvenuta a Bergamo nel 1884, l'Accademia Carrara gli dedicò una mostra postuma.

## Opere su tela
- Ritratto di Silvio Spaventa (1887), cm 93 x 122,5, Bergamo, Fondazione Bergamo nella Storia - Museo Storico
- Mosè fa scaturire l'acqua dalla roccia, cm 211 x 170, Lovere, Accademia Tadini

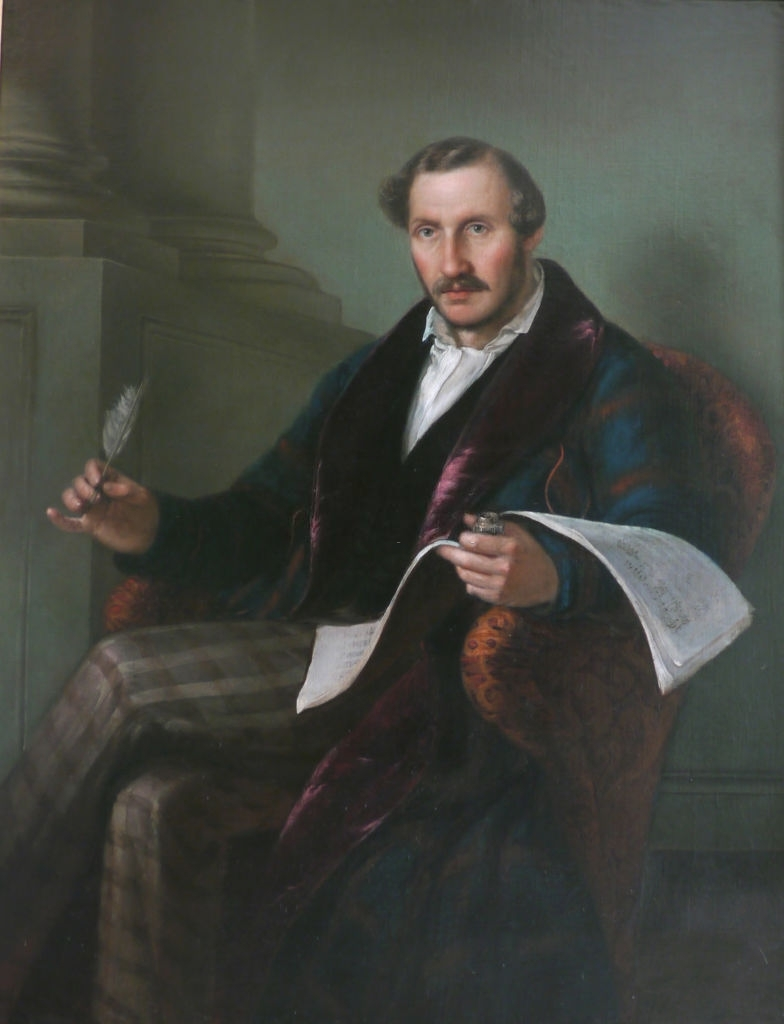
Ritratto di Gaetano Donizetti (1848)

- Ritratto di Gaetano Donizetti negli ultimi giorni di sua vita (1848), Milano, Museo teatrale alla Scala
- Scena familiare (1837), cm 92 x 69, Bergamo, Accademia Carrara
- Ritratto di sacerdote (1837), cm 69 x 92, Bergamo, Museo Adriano Bernareggi
- Ritratto di Giovanni Palazzini, medico e professore (1845), cm 90 x 111, Bergamo, Ospedale Papa Giovanni XXIII
- Ritratto di don Carlo Botta (1849), Bergamo, Istituzioni don Carlo Botta
- Ritratto del defunto sig. Luzach (1851), cm 88 x 115, Bergamo, Accademia Carrara
- Ritratto di Giuseppina Luzac Weiss (1851), cm 88 x 115, Bergamo, Accademia Carrara
- Ritratto del pittore Francesco Coghetti (1854), cm 126 x 175, Bergamo, Accademia Carrara
- Ritratto di Antonio Manenti (1867), cm 138 x 222, Bergamo, Ospedale Papa Giovanni XXIII
- Ritratto di Emanuela Margherita Locatelli (1870), cm 94 x 114, Bergamo, Ospedale Papa Giovanni XXIII

## Dipinti murali
- Porta della chiesa del Carmine di Bergamo
- Porta della chiesa della Chiesa Evangelica di Bergamo
- Parrocchia San Lorenzo in Zogno (1887), episodi dei Nuovo Testamento[6].

## Restauri
- Madonna con il Bambino, Jacopo Bellini (originale dipinto nel 1450 circa), 1860-1866, Lovere, Accademia Tadini[7].